# Глотов, Николай Васильевич
Николай Васильевич Глотов (9 апреля 1939, Свердловск — 20 июня 2016, Йошкар-Ола) — советский и российский биолог, генетик, популяционный эколог. Ученик Николая Владимировича Тимофеева-Ресовского. Основные направления исследований: популяционная генетика, биологическая статистика, популяционная экология, проблемы микроэволюции.

## Членство в научных обществах
- Член Экспертного совета по общей биологии РФФИ (2008—2013).
- Член редколлегии журнала «Экология» (с 1995 г.).
- Член Объединённого диссертационного совета ДМ 212.081.19 при Казанском государственном университете (с 2008 г.).
- Действительный член РАЕН (2001).
- Член Марийского регионального отделения Русского ботанического общества РАН.
- Член Санкт-Петербургской группы Экспертного совета по присуждению стипендий Дж. Сороса и РАЕН по проблеме «Биоразнообразие» (1993—1994).

## Научные награды
- Государственная научная стипендия РФ (1997—2001)
- Премия Ленинградского госуниверситета (1984)
- Почётная грамота Министерства образования РСФСР (1986)

### Основные труды

#### Монографии и главы в монографиях
- Глотов Н. В., Филатов А. А., Хромов-Борисов Н. Н. Сборник задач по биометрии. Л.: Ленинградский ун-т, 1985. 81 с.
- Глотов Н. В., Животовский Л. А., Хованов Н. В., Хромов-Борисов Н. Н. Биометрия. Л.: Ленинградский ун-т, 1982. 263 с.
- Тимофеев-Ресовский Н. В., Яблоков А. В., Глотов Н. В. Очерк учения о популяции / Институт биологии развития АН СССР. — М.: Наука, 1973. — 280 с. — 5300 экз.
- Асланян М. М., Глотов Н. В., Янушкевич С. И., Гостимский С. А. Большой практикум по генетике животных и растений. М.: Московский ун-т, 1972. 103 с.

#### Статьи в журналах
- Трубянов А. Б., Глотов Н. В. Флуктуирующая асимметрия: вариация признака и корреляция левое — правое // Доклады АН, 2010. Т. 431, № 2. С. 283—285.
- Суетина Ю. Г., Глотов Н. В. Онтогенез и морфогенез кустистого лишайника Usnea florida (L.) Weber ex F.H.Wigg. // Онтогенез, 2010. Т. 41, № 1. С. 1-8.
- Чепраков М. И., Евдокимов Н. Г., Глотов Н. В. Наследование окраски меха у обыкновенной слепушонки (Ellobius talpinus Pallas) // Генетика, 2005. Т. 41. № 11. С. 1552—1558.
- Жукова Л. А., Глотов Н. В. Морфологическая поливариантность онтогенеза в природных популяциях растений // Онтогенез, 2001. Т. 32. № 6. С. 455—461.
- Видякин А. И., Глотов Н. В. Изменчивость количества семядолей у сосны обыкновенной на востоке Европейской части России // Экология, 1999. № 3. С. 170—176.
- Гриценко В. В., Глотов Н. В., Орлинский Д. Б. Эколого-генетический анализ изменчивости центральных элементов рисунка переднеспинки у колорадского жука (Leptinotarsa decemlineata) // Зоол. журн., 1998. Т. 77. № 3. С. 278—284.
- Нарбут С. И., Войлоков А. В., Рахман М. И., Максименко О. Е., Глотов Н. В. Биометрический анализ частоты спонтанного опухолеобразования у инбредных линий редиса // Генетика, 1995. № 9. С. 1268—1272.
- Якобсон И. В., Глотов Н. В. Экспериментальные популяции дрозофилы, заложенные от мух с разной нормой реакции генотипа // Изв. АН Эстонии, 1994. Т. 43. № 3. C. 119—128.
- Glotov N.V. Аnаlуsis of the genotype-environment interaction in natural populations // Асtа Zооl. Fеnniса, 1992. V. 191. № 5. P. 45-53.
- Глотов Н. В., Тараканов В. В. Норма реакции генотипа и взаимодействие генотип-среда в природной популяции // Журн. общ. биол., 1985. Т. 46. № 6. С. 760—770.
- Глотов Н. В. Оценка генетической гетерогенности природных популяций: количественные признаки // Экология, 1983. № 1. С. 3-10.
- Глотов Н. В., Семериков Л. Ф., Казанцев В. С., Шутилов В. А. Популяционная структура Quercus robur (Fagасеае) на Кавказе // Ботанический журнал, 1981. Т. 66. № 10. С. 1407—1418.
- Глотов Н. В., Семериков Л. Ф., Верещагин А. В. Естественно-историческое и популяционное исследование скального дуба (Quercus petraea Liebl.) на Северо-Западном Кавказе // Журн. общ. биол., 1975. Т. 36. № 4. С. 537—554.
- Glotoff N.W., Berg W., Bubnov Yu. I., Chadov E.V., Erzgraber G., Regel K., Timofeeff-Resovsky N.W. Strahlenphysikalische Untersuchungen an Drosophila melanogaster. III. Vergleich der Wirksamkeit von Rontgenstrahlen und schnellen Neutronen auf das primare und sekundare Nichttrennen der X-Chromosomen // Studia biophysica. — 1971. В. 29. S. 217—224.
- Тимофеев-Ресовский Н. В., Гинтер Е. К., Глотов Н. В., Иванов В. И. Генетические и соматические эффекты рентгеновских лучей и быстрых нейтронов. Опыты на арабидопсисе и дрозофиле // Генетика, 1971. Т. 7. № 4. С. 42-52.
- Глотов Н. В. О методике учёта и оценке динамики частоты пороков развитий у человека // Вестник АМН СССР, 1965. № 9. С. 22-25.

### Публикации о Н. В. Глотове
- Яблоков А. В., Драгавцев В. А., Животовский Л. А., Медведев Ж. А., Инге-Вечтомов С. Г., Корогодина В. Л., Горбуши Н. Г. Памяти Николая Васильевича Глотова (9 апреля 1939 г. — 20 июня 2016 г.) // Принципы экологии, 2016. № 2. С. 99 — 101.